# Monumento a Don Pelayo en Cangas de Onís
El Monumento a Don Pelayo en Cangas de Onís es una escultura en piedra del artista español Félix Alonso Arena inaugurado en 1970 en Cangas de Onís, Asturias.
Situada frente a la iglesia de Nuestra Señora de la Asunción, representa a Don Pelayo, fundador del Reino de Asturias, cuya primera capital fue Cangas de Onís, y considerado iniciador de la Reconquista.
El pedestal de la estatua lleva la siguiente inscripción en español:

DON PELAYO / PRIMER REY DE ESPAÑA